# Lucé, Eure-et-Loir

Lucé este o comună în departamentul Eure-et-Loir, Franța. În 1 ianuarie 2022 avea o populație de 15.658 de locuitori.